# عمدة دالة
في الرياضيات وفي علم الحاسوب، عُمْدَة دالة (بالإنجليزية: Argument of a function)‏ هو القيمة التي ينبغي توفيرها من أجل حساب قيمة هذه الدالة.